# Marek Drewnowski

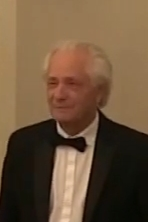
Marek Drewnowski

Marek Drewnowski (* 21. Oktober 1946 in Kołobrzeg) ist ein polnischer Pianist.
Drewnowski studierte an der Musikakademie Warschau Klavier bei Ryszard Bakst und Zbignew Drzewicki. Nach dem Tod Drzewickis setzte er seine Ausbildung an der Musikakademie Krakau bei Jan Hoffman fort. Bekannt wurde er 1975 mit einer Aufnahme von Klaviersonaten Domenico Scarlattis. Leonard Bernstein lud ihn zu Auftritten mit dem Boston Symphony Orchestra ein, und es folgten weitere Auftritte in den USA, in Europa und Japan.
1989 wirkte er neben Künstlern wie Leonard Bernstein, Barbara Hendricks, Hermann Prey und Liv Ullmann an der weltweit übertragenen Gedenkveranstaltung zum 50. Jahrestag des Beginns des Zweiten Weltkrieges mit. 1991 erhielt er den Orpheus, den Preis der Musikkritiker, für seine Uraufführung von Stefan Kisielewskis Klavierkonzert beim Warschauer Herbst. In jüngerer Zeit nahm er u. a. Carl Maria von Webers Klavierkonzerte, Alexandre Tansmans Zweites Klavierkonzert, Karol Szymanowskis Sinfonia Concertante, Fryderyk Chopins Walzer und dessen Klavierkonzerte auf CD auf.
Drewnowski ist Gründer des Hofmann- und Paderewski-Festivals in Nalecow, des Chopin Soloists Quintet und des Chopin Soloista Orchestra. In Krzystof Zanussis Film Koncert Chopina spielte er die Rolle des Fryderyk Chopin, an Izabela Cywinskas Film Oczarowanie Fryderyka beteiligte er sich als Koproduzent. Er unterrichtet als Professor an der Musikakademie Łódź und gibt international Meisterklassen für Pianisten.

## Weblink
- Homepage von Marek Drewnowski